# Giải Goya cho phim nước ngoài nói tiếng Tây Ban Nha hay nhất
Giải Goya cho phim nước ngoài nói tiếng Tây Ban Nha hay nhất là một trong các giải Goya dành cho phim nước ngoài, nói tiếng Tây Ban Nha, được bầu chọn là hay nhất. Giải này được lập từ năm 1999.

## Các phim đoạt giải & được đề cử

### Thập niên 1990
| Năm  | Tên phim tiếng Anh              | Tên gốc                     | Nước                 |
| ---- | ------------------------------- | --------------------------- | -------------------- |
| 1999 | Life Is to Whistle              | La vida es silbar           | Cuba/Tây Ban Nha     |
| 1999 | Crane World                     | Mundo grúa                  | Argentina            |
| 1999 | Juan, I Forgot I Don't Remember | Del olvido al no me acuerdo | México               |
| 1999 | Time Out                        | Golpe de estadio            | Colombia/Tây Ban Nha |

### Thập niên 2000
| Năm  | Tên phim tiếng Anh                               | Tên gốc                           | Nước      |
| ---- | ------------------------------------------------ | --------------------------------- | --------- |
| 2000 | Burnt Money                                      | Plata quemada                     | Argentina |
| 2000 | Captain Pantoja and the Special Services         | Pantaleón y las visitadoras       | Peru      |
| 2000 | Rodents                                          | Ratas, ratones, rateros           | Ecuador   |
| 2000 | The Waiting List                                 | Lista de espera                   | Cuba      |
| 2001 | The Escape                                       | La fuga                           | Argentina |
| 2001 | A Cab for Three                                  | Taxi para tres                    | Chile     |
| 2001 | Honey for Oshun                                  | Miel para Oshún                   | Cuba      |
| 2001 | Violet Perfume: Nobody Hears You                 | Nadie te oye: Perfume de violetas | México    |
| 2002 | The Last Train                                   | El último tren                    | Uruguay   |
| 2002 | The Crime of Father Amaro                        | El crimen del padre Amaro         | México    |
| 2002 | A Lucky Day                                      | Un día de suerte                  | Argentina |
| 2002 | Nothing More                                     | Nada                              | Cuba      |
| 2003 | Intimate Stories                                 | Historias mínimas                 | Argentina |
| 2003 | The Mystery of the Trinity                       | El misterio del Trinidad          | México    |
| 2003 | Suite Habana                                     | Suite Habana                      | Cuba      |
| 2003 | A Trip to the Seaside                            | El viaje hacia el mar             | Uruguay   |
| 2004 | Wisky                                            | Wisky                             | Uruguay   |
| 2004 | The King                                         | El rey                            | Colombia  |
| 2004 | Machuca                                          | Machuca                           | Chile     |
| 2004 | Moon of Avellaneda                               | Luna de Avellaneda                | Argentina |
| 2005 | Blessed by Fire                                  | Iluminados por el fuego           | Argentina |
| 2005 | Alma mater                                       | Alma mater                        | Uruguay   |
| 2005 | My Best Enemy                                    | Mi mejor enemigo                  | Chile     |
| 2005 | Rosario Tijeras                                  | Rosario Tijeras                   | Colombia  |
| 2006 | The Hands                                        | Las manos                         | Argentina |
| 2006 | American Visa                                    | American Visa                     | Bolivia   |
| 2006 | In Bed                                           | En la cama                        | Chile     |
| 2006 | A Ton of Luck                                    | Soñar no cuesta nada              | Colombia  |
| 2007 | XXY                                              | XXY                               | Argentina |
| 2007 | Black Butterfly                                  | Mariposa negra                    | Peru      |
| 2007 | Padre nuestro                                    | Padre nuestro                     | Chile     |
| 2007 | The Silly Age                                    | La edad de la peseta              | Cuba      |
| 2008 | The Good Life                                    | La buena vida                     | Chile     |
| 2008 | Acné                                             | Acné                              | Uruguay   |
| 2008 | Dog Eat Dog                                      | Perro come perro                  | Colombia  |
| 2008 | Lake Tahoe                                       | Lake Tahoe                        | México    |
| 2009 | The Secret in Their Eyes (won the Academy Award) | El secreto de sus ojos            | Argentina |
| 2009 | Dawson Isla 10                                   | Dawson Isla 10                    | Chile     |
| 2009 | Gigante                                          | Gigante                           | Uruguay   |
| 2009 | The Milk of Sorrow (đề cử cho giải Oscar)        | La teta asustada                  | Perú      |

### Thập niên 2010
| Năm  | Tên tiếng Anh     | Tên gốc                     | Nước      |
| ---- | ----------------- | --------------------------- | --------- |
| 2010 | The Life of Fish  | La vida de los peces        | Chile     |
| 2010 | El Infierno       | El Infierno                 | México    |
| 2010 | The Man Next Door | El hombre de al lado        | Argentina |
| 2010 | Undertow          | Contracorriente             | Perú      |
| 2011 | Un cuento chino   | Un cuento chino             | Argentina |
| 2011 | Boleto al Paraíso | Boleto al Paraíso           | Cuba      |
| 2011 | Miss Bala         | Miss Bala                   | México    |
| 2011 | Violeta           | Violeta se fue a los cielos | Chile     |